# Toxorhina trilobata
Toxorhina trilobata är en tvåvingeart som beskrevs av Alexander 1938. Toxorhina trilobata ingår i släktet Toxorhina och familjen småharkrankar. Inga underarter finns listade i Catalogue of Life.